# Rasovo
Rasovo (Bulgaars: Расово) is een dorp in het noordwesten van Bulgarije. Het dorp is gelegen in de gemeente Medkovets in oblast Montana. Het dorp ligt ongeveer 32 km ten noordwesten van Montana en 111 km ten noordwesten van Sofia.

## Bevolking
Op 31 december 2020 telde het dorp Rasovo 915 inwoners. Het aantal inwoners vertoont al vele jaren een dalende trend: in 1946 had het nog 3.400 inwoners.
In het dorp wonen voornamelijk etnische Bulgaren en Roma. In de optionele volkstelling van 2011 identificeerden 961 van de 1.105 ondervraagden zichzelf als etnische Bulgaren, oftewel 87%. Het overige deel van de bevolking bestond vooral uit etnische Roma (132 personen, oftewel 12%).
| Etnische samenstelling van de respondenten (2011) | Etnische samenstelling van de respondenten (2011) | Etnische samenstelling van de respondenten (2011) | Etnische samenstelling van de respondenten (2011) | Etnische samenstelling van de respondenten (2011) |
| ------------------------------------------------- | ------------------------------------------------- | ------------------------------------------------- | ------------------------------------------------- | ------------------------------------------------- |
|                                                   |                                                   |                                                   |                                                   |                                                   |
| Bulgaren                                          | Bulgaren                                          |                                                   | 86,97%                                            | 86,97%                                            |
| Turken                                            | Turken                                            |                                                   | 0,00%                                             | 0,00%                                             |
| Roma                                              | Roma                                              |                                                   | 11,95%                                            | 11,95%                                            |
| Anders/Onbekend                                   | Anders/Onbekend                                   |                                                   | 1,08%                                             | 1,08%                                             |